# Lapovac
 Lapovac  falu Horvátországban, Károlyváros megyében. Közigazgatásilag Szluinhoz tartozik.

## Fekvése
Károlyvárostól 30 km-re délre, községközpontjától 13 km-re északra a Kordun területén fekszik.

## Története
1857-ben 261, 1910-ben 337 lakosa volt. Trianonig Modrus-Fiume vármegye Szluini járásához tartozott. 2011-ben a falunak 36  lakosa volt.

## Lakosság
| Lakosság változása | Lakosság változása | Lakosság változása | Lakosság változása | Lakosság változása | Lakosság változása | Lakosság változása | Lakosság változása | Lakosság változása | Lakosság változása | Lakosság változása | Lakosság változása | Lakosság változása | Lakosság változása | Lakosság változása | Lakosság változása |
| ------------------ | ------------------ | ------------------ | ------------------ | ------------------ | ------------------ | ------------------ | ------------------ | ------------------ | ------------------ | ------------------ | ------------------ | ------------------ | ------------------ | ------------------ | ------------------ |
| 1857               | 1869               | 1880               | 1890               | 1900               | 1910               | 1921               | 1931               | 1948               | 1953               | 1961               | 1971               | 1981               | 1991               | 2001               | 2011               |
| 261                | 289                | 312                | 354                | 346                | 337                | 298                | 356                | 222                | 247                | 226                | 202                | 124                | 96                 | 41                 | 36                 |